# 北方貨物線
北方貨物線（ほっぽうかもつせん）は、大阪府吹田市の吹田貨物ターミナル駅から大阪市淀川区を経由して兵庫県尼崎市の尼崎駅に至る東海道本線の支線の通称。東海道本線の旅客線との分岐点は茨木駅構内および塚本駅構内にある。

## 概要
大阪駅の建設時の経緯から、繁華街の梅田を経由するために大きく南方に迂回する東海道本線をバイパスする貨物線として、1918年に開業したものである。
大阪駅を経由せず、京都方面と神戸方面を結んでいるため、貨物列車が多数運転されているほか、塚本信号場は大阪駅方面にも直通運転が可能な配線（デルタ線）となっている。このため、京都方面からの大阪駅発着列車（主に特急「サンダーバード」）が、網干総合車両所宮原支所や吹田総合車両所京都支所へ回送される経路として活用されている。定期旅客列車は運転されていない。
全区間をJR西日本の近畿統括本部が管轄している。

### 路線データ
- 路線距離（営業キロ）：
  - 吹田貨物ターミナル駅 - 尼崎駅間 (12.2km)
  - 大阪駅 - 新大阪駅付近 - 宮原操車場間および、塚本駅 - 宮原操車場間 （営業キロ設定なし）
- 管轄：西日本旅客鉄道（第一種鉄道事業者）・日本貨物鉄道（第二種鉄道事業者）
- 複線区間：全線
- 電化方式：全線（直流1500V）
- 閉塞方式：自動閉塞式
- 運転指令所：大阪総合指令所

## 沿線概況
起点は吹田貨物ターミナル駅であるが、東海道本線旅客線（JR京都線）とは茨木駅南側で分岐している。下り列車は、茨木駅構内で左へ別れて貨物線へ入り、複々線の旅客線を乗り越えて大阪貨物ターミナル駅からの東海道本線貨物支線と合流後、千里丘駅付近から上り外側線の横を走行する。右手の吹田貨物ターミナル駅に至ると、城東貨物線（片町線支線）と梅田貨物線（東海道本線支線）が分岐する。
東海道本線旅客線（JR京都線）の複々線と梅田貨物線の複線に並行して神崎川を渡り、新大阪駅の手前で右にカーブして東海道本線旅客線・梅田貨物線と分かれ、山陽新幹線の高架下を西進する。北方貨物線の南側には網干総合車両所宮原支所が広がっている。宮原支所との分岐点である宮原操車場を過ぎると、阪急宝塚本線・阪急神戸本線をくぐる。東海道本線の大阪方面と神戸方面の分岐点である塚本信号場では、大阪方面は左へ分かれて東海道本線（JR神戸線）旅客線に合流し、神戸方面は右に分かれ、阪神高速11号池田線をくぐったJR東西線の加島駅付近で東海道本線旅客線と合流し、尼崎駅方面へ向かう。

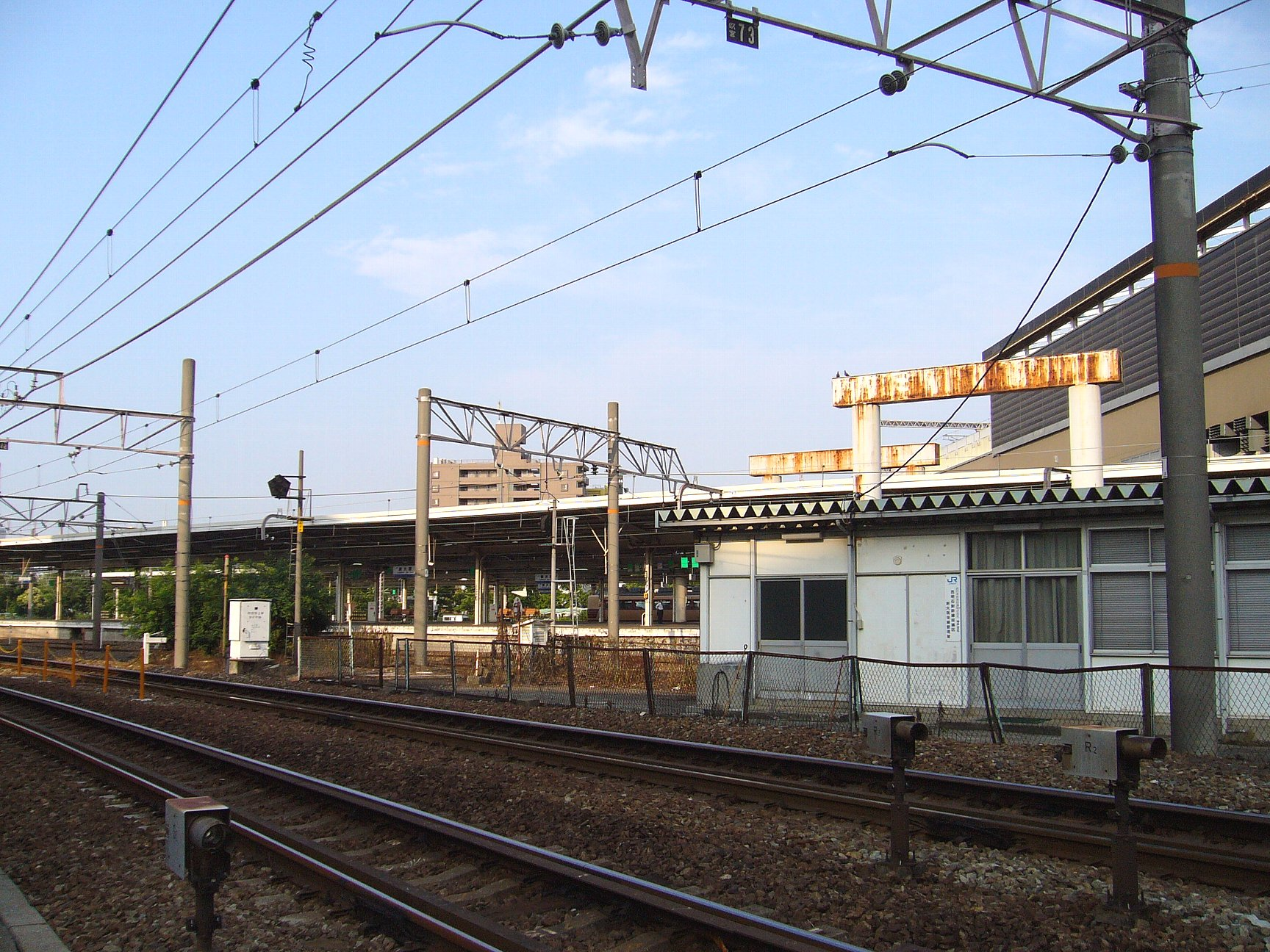
新大阪駅付近（手前が北方貨物線）
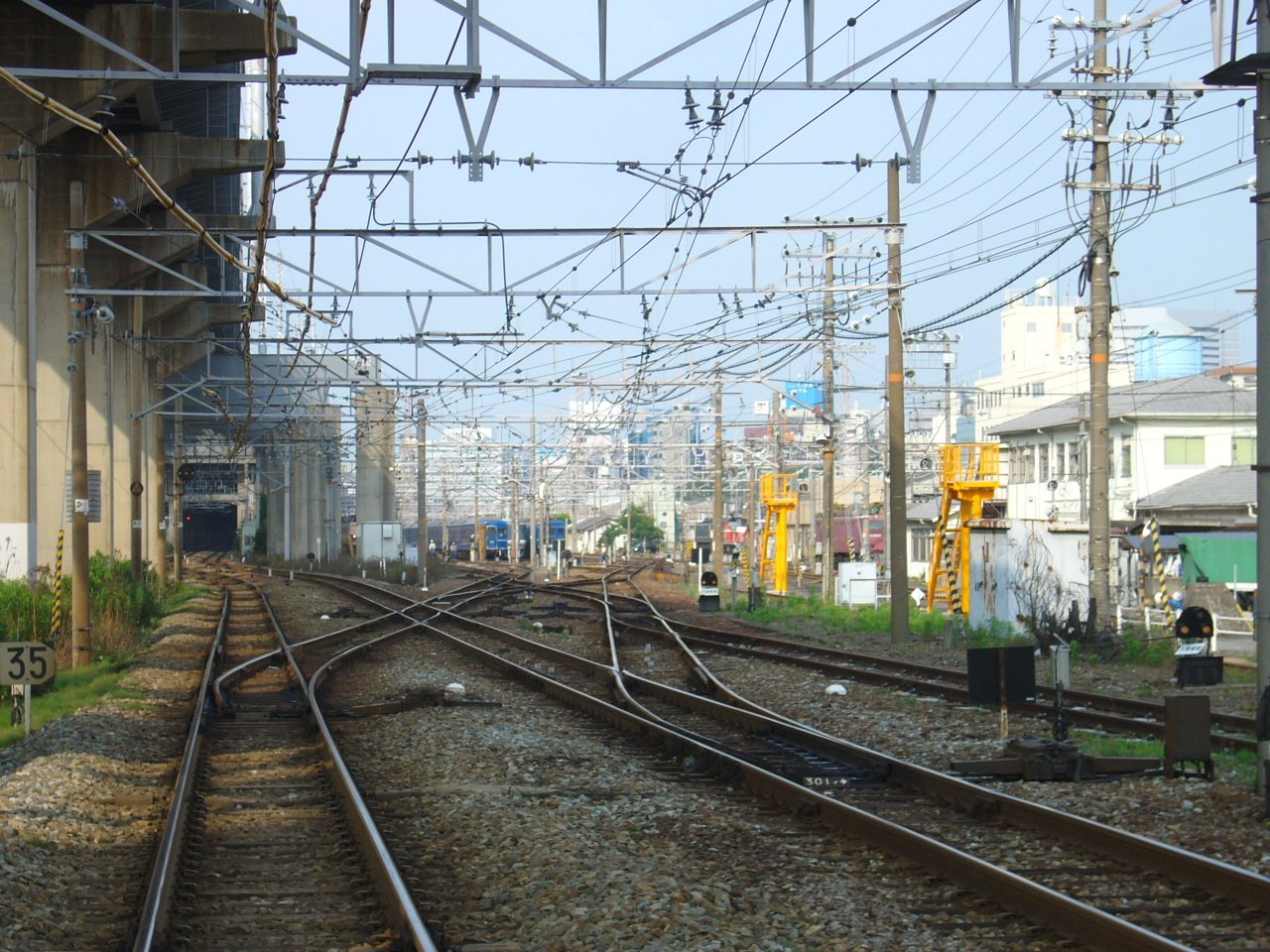
新幹線高架下へ入る北方貨物線（右奥は網干総合車両所宮原支所）
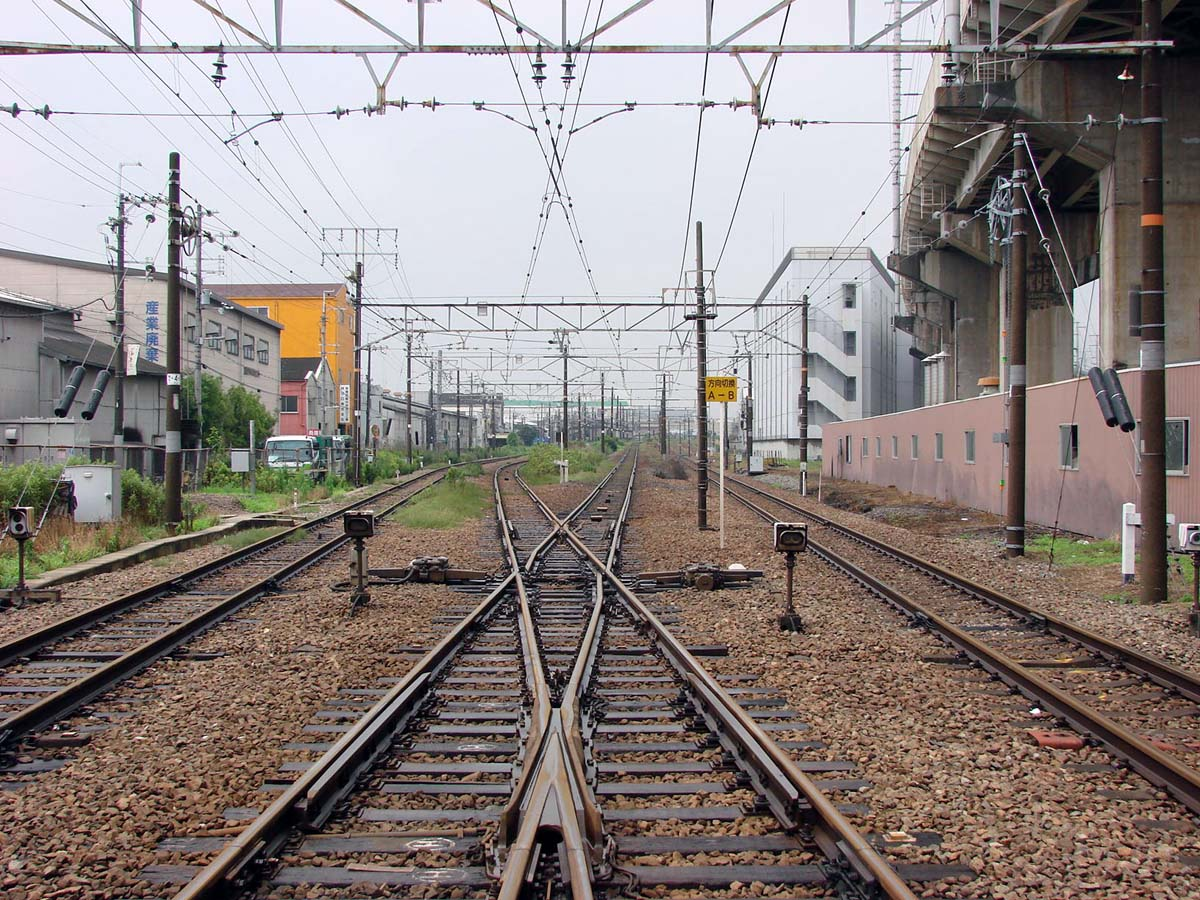
塚本信号場（左が大阪方面、右が神戸方面）

## 運行形態
貨物列車は、下り45本（このうち休日運休が1本、休翌日運休が1本）と、上り48本（このうち休日運休3本、日曜日運休2本）が運転されている。ほとんどの列車がコンテナ車のみで編成されている。
旅客列車は全列車が大阪駅を経由しているため、北方貨物線内では定期の旅客列車は運転されていない。過去に深夜時間帯に大阪駅を通過する寝台特急が経由していたことがある（定期列車は既にないが、大阪駅改良工事に伴い、北方貨物線経由で迂回運転していた。この場合、大阪駅に停車する列車は代替として尼崎駅に停車していた）。また、1995年12月から1999年1月まで、臨時快速「ウエスト関空」が走っていた。同快速は上下線で運行経路が異なり、特に関西空港駅方面からの列車は配線の関係上、梅田貨物線 → 新大阪駅 → 吹田信号場 → 北方貨物線というきわめて特殊な経路を辿っていたため鉄道ファンには人気があったが、所要時間がかかることもあって需要が伸びず、運行中止となった。

## 歴史
- 1918年（大正7年）8月1日：貨物線として吹田駅 - 宮原聯絡所 - 歌島聯絡所 - 神崎駅（現在の尼崎駅）間（6.8M≒10.94km）が開業。宮原操車場開設。吹田駅 - 宮原聯絡所間、歌島聯絡所 - 神崎駅間は本線との重複区間。
- 1922年（大正11年）4月1日：宮島聯絡所が宮原信号場に、歌島聯絡所が歌島信号場に改称。
- 1925年（大正14年）
  - 3月10日：宮原信号場 - 神崎駅間複線化。
  - 10月15日：吹田駅 - 宮原信号場間が東海道本線と分離される（4線化）。
- 1926年（大正15年）11月15日：歌島信号場廃止。
- 1930年（昭和5年）4月1日：マイル表示からメートル表示に変更（6.8M→10.7km）。
- 1942年（昭和17年）10月1日：宮原信号場廃止。
- 1958年（昭和33年）10月1日：全線電化。
- 1987年（昭和62年）4月1日：国鉄分割民営化により西日本旅客鉄道が承継（全線の旅客営業開始）。日本貨物鉄道が第二種鉄道事業者となる。
- 2010年（平成22年）12月1日：組織改正により、大阪支社および京都支社の管轄から近畿統括本部の管轄に変更[3]。
- 2012年（平成24年）10月8日：本線からの分岐駅を吹田駅から吹田貨物ターミナル駅[4]に変更 (+1.5km)[5]。

## 駅一覧
接続路線は西日本旅客鉄道（JR西日本）ならびに日本貨物鉄道（JR貨物）の在来線（正式路線名または支線名）のみ記載。JR西日本以外の接続路線はJR京都線#駅一覧・JR神戸線#駅一覧を参照
| 駅名・操車場名             | 営業キロ | 接続路線                                                                       | 所在地             |
| -------------------------- | -------- | ------------------------------------------------------------------------------ | ------------------ |
| （貨）吹田貨物ターミナル駅 | 0.0      | 東海道本線（本線・梅田貨物線・大阪ターミナル線）・片町線貨物支線（城東貨物線） | 大阪府吹田市       |
| 宮原操車場                 | 6.6      |                                                                                | 大阪府大阪市淀川区 |
| 尼崎駅                     | 12.2     | 東海道本線（本線）・JR東西線・福知山線                                         | 兵庫県尼崎市       |